# VOB (bestandstype)
VOB (Video Object) is een bestandstype dat veel gebruikt wordt voor dvd-video's. Het bevat video-, audio-, ondertitel- en menu-informatie. Bestanden in VOB-formaat hebben een bestandsextensie .VOB en worden meestal opgeslagen in de VIDEO_TS map in de basis van de Dvd. 
VOB-bestanden lijken heel erg op MPEG-2-bestanden. Als de extensie hernoemd wordt van VOB naar MPG, blijft het bestand leesbaar. Spelers van generieke MPEG-2-bestanden kunnen meestal ongecodeerde VOB-bestanden, die MPEG-1 Audio Layer II audio bevatten, afspelen. De meeste MPEG-2-spelers ondersteunen echter geen ondertiteling.
Andere audio-compressie formaten zoals AC-3 of DTS worden minder goed ondersteund. 
MPlayer, VLC media player, GOM player, Media Player Classic en meer platform-specifieke spelers zoals ALLPlayer kunnen VOB-bestanden afspelen.
Om een VOB-bestand te kunnen lezen van een DVD-schijf, zijn ook IFO- en BUP-bestanden nodig. Deze bestanden hebben respectievelijk de bestandsextensies .IFO en .BUP. Afbeeldingen, video en audio zijn in DVD-menu's opgeslagen in VOB-bestanden. 
VOB-bestanden kunnen worden versleuteld en bijna alle commerciële videotitels worden auteursrechtelijk beschermd. 